# Pachydelphus
Pachydelphus är ett släkte av spindlar. Pachydelphus ingår i familjen täckvävarspindlar.
Kladogram enligt Catalogue of Life:
| Pachydelphus | \| \| Pachydelphus africanus \| \| \| \| \| \| Pachydelphus banco \| \| \| \| \| \| Pachydelphus coiffaiti \| \| \| \| \| \| Pachydelphus tonqui \| \| \| \| |
|              | \| \| Pachydelphus africanus \| \| \| \| \| \| Pachydelphus banco \| \| \| \| \| \| Pachydelphus coiffaiti \| \| \| \| \| \| Pachydelphus tonqui \| \| \| \| |
|              | Pachydelphus africanus |
|              | |
|              | Pachydelphus banco |
|              | |
|              | Pachydelphus coiffaiti |
|              | |
|              | Pachydelphus tonqui |
|              | |